# Municipio de Twin Lakes (Iowa)
El municipio de Twin Lakes (en inglés: Twin Lakes Township) es un municipio ubicado en el condado de Calhoun en el estado estadounidense de Iowa. En el año 2010 tenía una población de 1250 habitantes y una densidad poblacional de 13,09 personas por km².

## Geografía
El municipio de Twin Lakes se encuentra ubicado en las coordenadas 42°26′23″N 94°40′38″O / 42.43972, -94.67722. Según la Oficina del Censo de los Estados Unidos, el municipio tiene una superficie total de 95.46 km², de la cual 93,52 km² corresponden a tierra firme y (2,04 %) 1,95 km² es agua.

## Demografía
Según el censo de 2010, había 1250 personas residiendo en el municipio de Twin Lakes. La densidad de población era de 13,09 hab./km². De los 1250 habitantes, el municipio de Twin Lakes estaba compuesto por el 97,6 % blancos, el 0,4 % eran afroamericanos, el 0,08 % eran amerindios, el 0,56 % eran asiáticos, el 0,08 % eran de otras razas y el 1,28 % eran de una mezcla de razas. Del total de la población el 0,4 % eran hispanos o latinos de cualquier raza.